# Proserpina-Talsperre
Die Proserpina-Talsperre (Spanisch: Presa romana de Proserpina oder Embalse de Proserpina) bei Merida, in der Provinz Badajoz, Extremadura, in Südwestspanien wurde von den Römern um den Beginn des 2. Jahrhunderts angelegt.
Die Talsperre, die etwa 5 km außerhalb der Stadt liegt, diente als Reservoir für die Provinzhauptstadt Emerita Augusta, heute Mérida, deren Wasser bis heute von dort über einen Aquädukt in die Stadt geleitet wird.
Das Absperrbauwerk ist eine Kombination aus einer Gewichtsstaumauer und einem Schüttdamm, ein luftseitiger Stützkörper aus Erde. Die Mauer besteht außen aus Blocksteinen (an der Wasserseite) und Bruchsteinen (an der Luftseite) und innen dazwischen aus römischem Beton.
Die Staumauer mit einer Gesamtlänge von 427 m ist im Grundriss doppelt geknickt (um 20° und 5°). Sie ist nach verschiedenen Angaben bzw. Bezugspunkten zwischen 12 und 22 m hoch; etwa 6 m befinden sich unter der Erdoberfläche. Die Kronenbreite misst 3,75 m. Die Wasserseite ist mit 10:1 geneigt, die Seite zur Anschüttung hin ist senkrecht. Die Mauer besitzt wasserseitige Stützpfeiler im Abstand von 16 m, die jeweils 0,7 m dick sind. Das Betonvolumen beträgt 478.800 m³. Die luftseitige Anschüttung ist mit 1:5 geneigt und reicht bis an die Mauer heran.
Der Stausee kann 6 Millionen Kubikmeter Wasser fassen und ist kaum verlandet. Ein Wasserentnahmeschacht und eine große Hochwasserentlastung sind vorhanden.
Es ist bekannt, dass die Talsperre in den Jahren 1617, 1689, 1791 und 1942 repariert worden ist. Sie ist noch heute in Betrieb. Ähnliche Dämme wurden mit der in der Nähe befindlichen Cornalvo-Talsperre und der in Alcantarilla errichtet.